# خوليو أكوستا غارسيا
خوليو أكوستا غارسيا (بالإسبانية: Julio Acosta García)‏ (و. 1872 – 1954 م) هو سياسي من كوستاريكا .